# Zusters van Liefde van Jezus en Maria (Gent)
De Zusters van Liefde van Jezus en Maria is een katholieke congregatie van vrouwelijke religieuzen die in 1803 door kanunnik Petrus Jozef Triest (1760-1836) in Lovendegem werd gesticht.
De congregatie telt in 2016 bijna 1300 leden en een honderdtal novicen. De jonge zusters komen vooral uit Congo en Azië.
Er zijn 8 provincies: Nederland-Vlaanderen, België-Zuid, Kongo, Engeland-Ierland, India-Delhi, India-Ranchi, Pakistan en Sri Lanka. Daarnaast zijn er nog zusters in Centraal-Afrikaanse Republiek, Frankrijk, Israël, Italië, Mali, Nederland, Rwanda, Venezuela, Zuid-Afrika en de Filipijnen. Eind 2017 telde de congregatie nog 161 zusters in Vlaanderen en was daarmee de derde grootste vrouwelijke congregatie in Vlaanderen.
Tijdens het Algemeen Kapittel van 2000 werd de Indische Zuster Valsala gekozen als algemene overste.
Het historisch en cultureel patrimonium van de Zusters van Liefde JM wordt beheerd door het Erfgoedhuis Zusters van Liefde.